# Damlapınar (Karataş)
Damlapınar ist ein Ortsteil (Mahalle) im Landkreis Karataş der türkischen Provinz Adana mit 301 Einwohnern (Stand: Ende 2024). Im Jahr 2011 hatte der Ort 200 Einwohner.